# Yūichi Mizutani
Yūichi Mizutani (jap. 水谷 雄一, Mizutani Yūichi; * 26. Mai 1980 in der Präfektur Tokio) ist ein ehemaliger japanischer Fußballspieler.

## Karriere
Mizutani erlernte das Fußballspielen in der Schulmannschaft der Shimizu Commercial High School und der Universitätsmannschaft der Kanto-Gakuin-Universität. Seinen ersten Vertrag unterschrieb er 1999 bei den Bellmare Hiratsuka (heute: Shonan Bellmare). Der Verein spielte in der höchsten Liga des Landes, der J1 League. Am Ende der Saison 1999 stieg der Verein in die J2 League ab. Für den Verein absolvierte er 22 Spiele. 2001 wechselte er zum Erstligisten Avispa Fukuoka. Am Ende der Saison 2001 stieg der Verein in die J2 League ab. 2002 wurde er an den Zweitligisten Cerezo Osaka ausgeliehen. 2003 kehrte er zu Avispa Fukuoka zurück. 2005 wurde er mit dem Verein Vizemeister der J2 League und stieg in die J1 League auf. Für den Verein absolvierte er 144 Spiele. 2007 wechselte er zum Ligakonkurrenten Kashiwa Reysol. 2008 wechselte er zum Ligakonkurrenten Kyoto Sanga FC. Am Ende der Saison 2010 stieg der Verein in die J2 League ab. 2011 erreichte er das Finale des Kaiserpokal. Für den Verein absolvierte er 157 Spiele. Danach spielte er bei den Zweitligisten Avispa Fukuoka (2013) und Kataller Toyama (2014). Ende 2014 beendete er seine Karriere als Fußballspieler.

## Erfolge
Kyoto Sanga FC
- Kaiserpokal

Finalist: 2011